# 毛利秀広
毛利 秀広（もうり ひでひろ、不詳 - 1581年10月6日（天正9年9月9日）)は、戦国時代から安土桃山時代にかけての武将。名左衛門。
越後北条氏分家に生まれ、本家の北条高広の下で活躍する。後に越後上杉氏臣下の河田長親の与力として越中方面に活躍の場を移す。
御館の乱では当初景虎方であったが安田顕元の手引きで恩賞と引き換えに景勝方へと鞍替え。武田家との折衝役を務めるなど大きな功績を残した。しかし乱後の論功行賞に於いて恩賞が無く、調べたところ景勝は恩賞を出す事に納得していたが、儒者であり景勝側近の山崎秀仙の意見により景勝出処の上田衆のみを厚遇していたことを知り、春日山城内において直江信綱と会談中の秀仙を急襲し殺害。信綱も秀広に傷を負わせたものの刺殺。その場に居合わせた岩井信能により討ち取られた。

## 小説
- 伊東潤　「短慮なり名左衛門」（『国を蹴った男』収録の短編）
- 坂上天陽　『上杉謙信・景勝・直江兼続　軍神の系譜』